# Journey for Survival
Journey for Survival ist ein US-amerikanischer Dokumentar-Kurzfilm von Dick Young aus dem Jahr 1981.

## Handlung
Der Film handelt von dem Überlebenskampf in Ländern mit fehlendem Zugang zu Trinkwasser. Gezeigt wird die Suche von Wasser in Ländern wie Äthiopien, Jemen, Peru, Indien, Bangladesch und den Philippinen. Als Ausweg aus der Misere werden Bemühungen der Vereinten Nationen gezeigt, bei denen mit lokalem Engagement Wasserpipelines, Brunnen und Pumpen errichtet werden. Auch gezeigt werden Gefahren von verschmutzten Wasser gezeigt, wie Ruhr, Typhus und Gastroenteritis. Auch hier versuchen die Vereinten Nationen Abhilfe zu schaffen. Sie erklärten die Jahre 1981 bis 1990 zur „United Nations International Drinking Water Supply and Sanitation Decade“.

## Hintergrund
Journey for Survival ist ein Werbefilm des Programms United Nations International Drinking Water Supply and Sanitation Decade der UNICEF, des United Nations Development Programme sowie der Weltgesundheitsorganisation.
Der Film wurde bei der Oscarverleihung 1982 als Bester Dokumentar-Kurzfilm nominiert.